# 20896 Tiphene
20896 Tiphene este un asteroid din centura principală de asteroizi.

## Descriere
20896 Tiphene este un asteroid din centura principală de asteroizi. A fost descoperit pe 20 noiembrie 2000 la Stația Anderson Mesa în cadrul programului LONEOS. Asteroidul prezintă o orbită caracterizată de o semiaxă mare de 2,56 ua, o excentricitate de 0,16 și o înclinație de 13,7° în raport cu ecliptica.